# 常総会館
株式会社常総会館（じょうそうかいかん）は、ビルの賃貸を行う不動産会社である。京成電鉄子会社であり、京成グループの企業の一つである。
なお、従業員は全て出向社員で賄っている。

## 会社概要
- 創立　1956年4月18日
- 本社所在地　〒272-0034 千葉県市川市市川3-30-1　京成ストア本社内
- 代表取締役社長　綿貫征男

## 事業概要
- 貸ビル業